# 重庆商社
重庆商社，正式名称为重庆商社（集团）有限公司，或简称“商社集团”是中国西部最大的流通产业集团，隶属于重庆市的国有大型企业。涉足百货、电器、汽车、化工、房地产、酒店业、旅游业、进出口贸易等经营领域，拥有众多综合商场、连锁超市、便利店、专业店、批发市场等。

## 历史
成立于1996年，2018年，商社集团销售额674.89亿元，利潤22.35亿元，经营网点191个。集团现任董事长为刘伟力。
2019年6月23日物美商業和步步高商業連鎖分别以70.75億元和15.72億元人民幣現金入股重慶百貨控股股東重慶商社45%和10%股份。

## 所属企业

### 直属分公司
- 商社储运公司
- 商社商品质量检测中心
- 重庆朝天门鞋城

### 全资和参股子公司
- 新世纪百货
- 商社汽车贸易
- 商社电器
- 商社化工
- 商社中天物业
- 商社中天大酒店
- 商社进出口贸易
- 商社家电维修
- 商社犀牛宾馆
- 商社万盛公司
- 商社旅业
- 重庆商社建材连锁

### 控股公司
- 重庆百货大楼股份有限公司（上市公司）
- 重庆三和新农超市有限公司

## 业绩与排名
- 2006年度中国500强企业第226名；
- 2006年度中国30强连锁企业第9位；
- 中国西部商贸流通企业第1位。